# Badminton-Europameisterschaft 1996
Die 15. Badminton-Europameisterschaften fanden im Herning Badminton Klub in Herning, Dänemark, zwischen dem 13. und 20. April 1996 statt. Sie wurden von der European Badminton Union und dem Danmarks Badminton Forbund ausgerichtet.

## Medaillengewinner
| Disziplin    | Gold                                   | Silber                         | Bronze                            |
| ------------ | -------------------------------------- | ------------------------------ | --------------------------------- |
| Herreneinzel | Poul-Erik Høyer Larsen                 | Peter Rasmussen                | Jesper Olsson                     |
| Herreneinzel | Poul-Erik Høyer Larsen                 | Peter Rasmussen                | Jeroen van Dijk                   |
| Dameneinzel  | Camilla Martin                         | Marina Yakusheva               | Christine Magnusson               |
| Dameneinzel  | Camilla Martin                         | Marina Yakusheva               | Anne Søndergaard                  |
| Herrendoppel | Thomas Lund Jon Holst-Christensen      | Michael Søgaard Henrik Svarrer | Simon Archer Chris Hunt           |
| Herrendoppel | Thomas Lund Jon Holst-Christensen      | Michael Søgaard Henrik Svarrer | Pär-Gunnar Jönsson Peter Axelsson |
| Damendoppel  | Lisbet Stuer-Lauridsen Marlene Thomsen | Rikke Olsen Helene Kirkegaard  | Julie Bradbury Joanne Wright      |
| Damendoppel  | Lisbet Stuer-Lauridsen Marlene Thomsen | Rikke Olsen Helene Kirkegaard  | Katrin Schmidt Kerstin Ubben      |
| Mixed        | Michael Søgaard Rikke Olsen            | Simon Archer Julie Bradbury    | Michael Keck Karen Stechmann      |
| Mixed        | Michael Søgaard Rikke Olsen            | Simon Archer Julie Bradbury    | Ron Michels Erica van den Heuvel  |
| Teams        | Dänemark                               | Schweden                       | England                           |

## Herreneinzel
- Poul-Erik Høyer Larsen –  Heiki Sorge: 15-3 / 15-4
- Michael Watt –  Petr Báša: 15-8 / 15-1
- Lasse Lindelöf –  Peter Bush: 15-4 / 15-6
- Boris Kessov –  Tryggvi Nielsen: 15-5 / 15-3
- Jens Olsson –  Geraint Lewis: 15-3 / 15-3
- Joris van Soerland –  Pedro Vanneste: 15-9 / 15-2
- Andrei Antropow –  Etienne Thobois: 15-6 / 15-12
- Hans Sperre –  Rémy Matthey de l’Etang: 15-7 / 15-4
- Darren Hall –  Pontus Jäntti: 15-12 / 15-8
- Erik Lia –  Gyula Szalai: 15-5 / 12-15 / 15-7
- Dariusz Zięba –  Bruce Flockhart: 9-15 / 15-11 / 15-10
- Vladislav Druzchenko –  Søren B. Nielsen: 18-15 / 4-15 / 15-7
- Detlef Poste –  Mihail Popov: 15-7 / 18-13
- Fernando Silva –  Artur Khachaturjan: 15-11 / 15-10
- Jesper Olsson –  Andrej Pohar: 15-6 / 15-13
- Daniel Eriksson –  Theodoros Velkos: 13-18 / 15-6 / 15-0
- Thomas Wapp –  Dmitry Miznikov: 15-10 / 13-15 / 15-0
- Colin Haughton –  Craig Robertson: 15-5 / 15-6
- Marek Bujak –  Peter Kreulitsch: 15-5 / 15-7
- Vadim Itckov –  Donal O’Halloran: 15-4 / 15-8
- Jyri Aalto –  Mikhail Korshuk: 15-5 / 15-6
- Jeroen van Dijk –  Jim Ronny Andersen: 15-9 / 15-9
- Aivaras Kvedarauskas –  Jean-Frédéric Massias: 15-12 / 17-15
- Pierre Pelupessy –  Victor Maljutin: 8-15 / 15-8 / 18-17
- Richard Vaughan –  Florin Posteucă: 15-10 / 15-5
- Peter Knowles –  Mert Aydoğmuş: 15-0 / 15-3
- Robert Liljequist –  Konstantin Tatranov: 15-8 / 15-5
- Jacek Niedźwiedzki –  Richárd Bánhidi: 18-14 / 15-10
- Oliver Pongratz –  Bruce Topping: 15-0 / 15-2
- Peter Rasmussen –  Rikard Magnusson: 15-2 / 15-4
- Chris Bruil –  John Leung: w.o.
- Martin Lundgaard Hansen –  Broddi Kristjánsson: w.o.
- Poul-Erik Høyer Larsen –  Michael Watt: 15-6 / 15-10
- Lasse Lindelöf –  Boris Kessov: 15-9 / 15-6
- Jens Olsson –  Joris van Soerland: 15-6 / 15-12
- Hans Sperre –  Andrei Antropow: 15-12 / 15-3
- Darren Hall –  Erik Lia: 11-15 / 15-6 / 15-5
- Chris Bruil –  Dariusz Zięba: 18-15 / 14-18 / 15-6
- Vladislav Druzchenko –  Detlef Poste: 15-9 / 15-8
- Jesper Olsson –  Fernando Silva: 15-5 / 15-6
- Daniel Eriksson –  Thomas Wapp: 15-4 / 15-9
- Martin Lundgaard Hansen –  Colin Haughton: 6-15 / 15-9 / 15-2
- Marek Bujak –  Vadim Itckov: 15-8 / 15-10
- Jeroen van Dijk –  Jyri Aalto: 15-8 / 18-17 / 15-8
- Pierre Pelupessy –  Aivaras Kvedarauskas: 15-7 / 15-7
- Peter Knowles –  Richard Vaughan: 2-15 / 18-13 / 15-7
- Robert Liljequist –  Jacek Niedźwiedzki: 15-6 / 15-2
- Peter Rasmussen –  Oliver Pongratz: 15-5 / 15-5
- Poul-Erik Høyer Larsen –  Lasse Lindelöf: 18-16 / 15-4
- Jens Olsson –  Hans Sperre: 18-15 / 18-13
- Darren Hall –  Chris Bruil: 9-15 / 17-14 / 15-8
- Daniel Eriksson –  Martin Lundgaard Hansen: 18-17 / 15-6
- Jeroen van Dijk –  Marek Bujak: 8-15 / 15-5 / 15-11
- Peter Knowles –  Pierre Pelupessy: 15-8 / 15-13
- Peter Rasmussen –  Robert Liljequist: 15-0 / 15-8
- Jesper Olsson –  Vladislav Druzchenko: w.o.
- Poul-Erik Høyer Larsen –  Jens Olsson: 15-11 / 15-10
- Jesper Olsson –  Darren Hall: 9-15 / 15-5 / 15-12
- Jeroen van Dijk –  Daniel Eriksson: 15-5 / 15-7
- Peter Rasmussen –  Peter Knowles: 15-7 / 15-11
- Poul-Erik Høyer Larsen –  Jesper Olsson: 15-7 / 15-3
- Peter Rasmussen –  Jeroen van Dijk: 15-9 / 18-13
- Poul-Erik Høyer Larsen –  Peter Rasmussen: 15-5 / 15-11

## Dameneinzel
- Brenda Beenhakker –  Markéta Koudelková: 11-2 / 11-2
- Kelly Morgan –  Elsa Nielsen: 11-1 / 11-1
- Judith Baumeyer –  Gul Simsek: 11-4 / 11-0
- Vlada Chernyavskaya –  Tove Hol: 11-0 / 11-2
- Elena Rybkina –  Elena Nozdran: 11-7 / 11-5
- Stefanie Müller –  Karolina Ericsson: 11-1 / 12-11
- Tanya Woodward –  Caroline O’Sullivan: 11-1 / 11-4
- Natalia Gorodnicheva –  Nicole Baldewein: 8-11 / 11-0 / 5-0
- Adrienn Kocsis –  Drífa Harðardóttir: 11-6 / 11-4
- Tatiana Vattier –  Luminita Dan: 11-5 / 11-6
- Mette Sørensen –  Maja Pohar: 11-2 / 11-6
- Mallory Gosset –  Joanna Szleszyńska: 11-7 / 12-10
- Sandra Dimbour –  Ana Ferreira: 6-11 / 11-5 / 11-8
- Mette Pedersen –  Mateja Slatnar: 11-6 / 11-2
- Irina Koloskova –  Adina Posteucă: 11-2 / 11-4
- Joanne Muggeridge –  Kinga Rudolf: 11-2 / 11-2
- Gillian Martin –  Natasha Groves-Burke: 11-4 / 11-3
- Margit Borg –  Andrea Ódor: 11-3 / 11-1
- Victoria Wright –  Sissel Linderoth: 11-4 / 11-3
- Judith Meulendijks –  Santi Wibowo: 11-0 / 11-7
- Camilla Wright –  Natalja Esipenko: 12-11 / 12-10
- Sonya McGinn –  Kelli Vilu: 11-8 / 11-3
- Anne Søndergaard –  Elena Sukhareva: 12-9 / 11-8
- Anu Nieminen –  Heike Schönharting: 11-4 / 5-11 / 11-7
- Katarzyna Krasowska –  Vigdís Ásgeirsdóttir: 11-5 / 11-5
- Alison Humby –  Dobrinka Smilianova: 11-1 / 11-0
- Neli Boteva –  Anne Gibson: w.o.
- Julia Mann –  Elaine Kiely: w.o.
- Camilla Martin –  Brenda Beenhakker: 11-3 / 11-0
- Kelly Morgan –  Judith Baumeyer: 11-2 / 11-0
- Elena Rybkina –  Vlada Chernyavskaya: 11-5 / 11-2
- Stefanie Müller –  Tanya Woodward: 11-3 / 11-4
- Christine Magnusson –  Natalia Gorodnicheva: 11-2 / 11-4
- Tatiana Vattier –  Adrienn Kocsis: 11-6 / 3-11 / 11-6
- Mette Sørensen –  Neli Boteva: 11-3 / 11-8
- Julia Mann –  Mallory Gosset: 11-2 / 11-2
- Mette Pedersen –  Sandra Dimbour: 11-3 / 11-2
- Joanne Muggeridge –  Irina Koloskova: 11-0 / 8-11 / 11-2
- Margit Borg –  Gillian Martin: 10-12 / 11-3 / 11-1
- Marina Yakusheva –  Victoria Wright: 11-7 / 11-5
- Judith Meulendijks –  Camilla Wright: 11-0 / 11-0
- Anne Søndergaard –  Sonya McGinn: 12-10 / 11-3
- Katarzyna Krasowska –  Anu Nieminen: 11-8 / 11-4
- Catrine Bengtsson –  Alison Humby: 11-6 / 11-7
- Camilla Martin –  Kelly Morgan: 11-2 / 11-2
- Stefanie Müller –  Elena Rybkina: 11-5 / 9-11 / 11-9
- Christine Magnusson –  Tatiana Vattier: 11-3 / 11-2
- Mette Sørensen –  Julia Mann: 11-6 / 11-3
- Mette Pedersen –  Joanne Muggeridge: 11-8 / 11-6
- Marina Yakusheva –  Margit Borg: 11-5 / 11-2
- Anne Søndergaard –  Judith Meulendijks: 11-0 / 11-4
- Katarzyna Krasowska –  Catrine Bengtsson: 11-2 / 1-0
- Camilla Martin –  Stefanie Müller: 11-0 / 11-0
- Christine Magnusson –  Mette Sørensen: 12-10 / 3-11 / 11-5
- Marina Yakusheva –  Mette Pedersen: 11-6 / 11-5
- Anne Søndergaard –  Katarzyna Krasowska: 9-11 / 11-9 / 11-4
- Camilla Martin –  Christine Magnusson: 11-6 / 11-4
- Marina Yakusheva –  Anne Søndergaard: 11-6 / 11-9
- Camilla Martin –  Marina Yakusheva: 11-0 / 11-3

## Herrendoppel
- Robert Mateusiak /  Damian Pławecki –  Donal O’Halloran /  Michael Watt: 15-9 / 15-6
- Dennis Lens /  Ron Michels –  Manuel Dubrulle /  Vincent Laigle: 15-7 / 12-15 / 15-3
- Boris Kessov /  Theodoros Velkos –  Heiki Sorge /  Einar Veede: 15-9 / 15-4
- Ruud Kuijten /  Pedro Vanneste –  Adrian Ionescu /  Florin Posteucă: 15-12 / 15-6
- Mikhail Korshuk /  Vitaliy Shmakov –  Aleš Babnik /  Andrej Pohar: 15-2 / 15-2
- Michał Łogosz /  Dariusz Zięba –  Andrew Groves-Burke /  Geraint Lewis: 6-15 / 15-6 / 15-11
- Valeriy Strelcov /  Konstantin Tatranov –  Christian Nyffenegger /  Stephan Wapp: 15-5 / 15-8
- Michael O’Meara /  Bruce Topping –  Aivaras Kvedarauskas /  Donatas Vievesis: 15-7 / 15-2
- Jon Holst-Christensen /  Thomas Lund –  Pascal Bircher /  Rémy Matthey de l’Etang: 15-6 / 15-7
- Michael Helber /  Michael Keck –  Jonas Weicheng Huang /  Tryggvi Nielsen: 15-6 / 15-13
- Dennis Lens /  Ron Michels –  Daniel Gaspar /  Petr Janda: 15-8 / 15-6
- Simon Archer /  Chris Hunt –  Henrik Andersson /  Johan Tholinsson: 18-14 / 15-6
- Alastair Gatt /  Craig Robertson –  Boris Kessov /  Theodoros Velkos: 11-15 / 15-4 / 15-12
- Andrei Antropow /  Nikolai Sujew –  Ibrahim Alci /  Mert Aydoğmuş: 15-1 / 15-1
- Mikhail Korshuk /  Vitaliy Shmakov –  Richárd Bánhidi /  Gyula Szalai: 15-7 / 15-1
- Julian Robertson /  Nathan Robertson –  Lasse Lindelöf /  Mikael Segercrantz: 15-5 / 15-6
- Michał Łogosz /  Dariusz Zięba –  Dmitry Miznikov /  Fernando Silva: 15-10 / 15-4
- Michael Søgaard /  Henrik Svarrer –  Erik Lia /  Trond Wåland: 15-8 / 15-3
- Valeriy Strelcov /  Konstantin Tatranov –  Jean-Frédéric Massias /  David Toupé: 15-4 / 15-1
- Russell Hogg /  Kenny Middlemiss –  Kai Mitteldorf /  Uwe Ossenbrink: 15-7 / 15-7
- Artur Khachaturjan /  Sergey Melnikov –  Michael O’Meara /  Bruce Topping: 15-11 / 15-10
- Peter Axelsson /  Pär-Gunnar Jönsson –  Mihail Popov /  Svetoslav Stoyanov: 15-3 / 15-4
- Robert Mateusiak /  Damian Pławecki –  John Leung /  Richard Vaughan: w.o.
- Hugo Rodrigues /  Marco Vasconcelos –  Ruud Kuijten /  Pedro Vanneste: w.o.
- Jon Holst-Christensen /  Thomas Lund –  Robert Mateusiak /  Damian Pławecki: 15-8 / 15-8
- Michael Helber /  Michael Keck –  Dennis Lens /  Ron Michels: 17-14 / 8-15 / 15-12
- Simon Archer /  Chris Hunt –  Alastair Gatt /  Craig Robertson: 15-4 / 15-8
- Andrei Antropow /  Nikolai Sujew –  Hugo Rodrigues /  Marco Vasconcelos: 15-5 / 15-4
- Mikhail Korshuk /  Vitaliy Shmakov –  Julian Robertson /  Nathan Robertson: 15-11 / 15-11
- Michael Søgaard /  Henrik Svarrer –  Michał Łogosz /  Dariusz Zięba: 15-5 / 15-2
- Valeriy Strelcov /  Konstantin Tatranov –  Russell Hogg /  Kenny Middlemiss: 15-7 / 15-12
- Peter Axelsson /  Pär-Gunnar Jönsson –  Artur Khachaturjan /  Sergey Melnikov: 15-4 / 15-8
- Jon Holst-Christensen /  Thomas Lund –  Michael Helber /  Michael Keck: 15-1 / 15-1
- Simon Archer /  Chris Hunt –  Andrei Antropow /  Nikolai Sujew: 15-11 / 15-11
- Michael Søgaard /  Henrik Svarrer –  Mikhail Korshuk /  Vitaliy Shmakov: 15-1 / 15-9
- Peter Axelsson /  Pär-Gunnar Jönsson –  Valeriy Strelcov /  Konstantin Tatranov: 15-7 / 15-9
- Jon Holst-Christensen /  Thomas Lund –  Simon Archer /  Chris Hunt: 15-6 / 15-10
- Michael Søgaard /  Henrik Svarrer –  Peter Axelsson /  Pär-Gunnar Jönsson: 15-8 / 15-6
- Jon Holst-Christensen /  Thomas Lund –  Michael Søgaard /  Henrik Svarrer: 10-15 / 15-12 / 18-17

## Damendoppel
- Brenda Conijn /  Nicole van Hooren –  Mare Pedanik /  Kelli Vilu: 15-7 / 15-9
- Nadezhda Chervyakova /  Ella Diehl –  Judith Baumeyer /  Yvonne Naef: 15-5 / 15-3
- Maja Pohar /  Mateja Slatnar –  Katarzyna Krasowska /  Joanna Szleszyńska: 7-15 / 15-12 / 15-9
- Tatiana Gerassimovitch /  Vlada Chernyavskaya –  Natalja Esipenko /  Irina Koloskova: 15-8 / 15-6
- Helene Kirkegaard /  Rikke Olsen –  Jitka Lacinová /  Jaroslava Novakova: 15-2 / 15-0
- Viktoria Evtushenko /  Elena Nozdran –  Sonya McGinn /  Cristina Savulescu: 15-3 / 15-0
- Maria Bengtsson /  Margit Borg –  Monika Bieńkowska /  Kinga Rudolf: 15-2 / 15-6
- Brenda Conijn /  Nicole van Hooren –  Vigdís Ásgeirsdóttir /  Elsa Nielsen: 15-2 / 15-3
- Neli Boteva /  Diana Koleva –  Ana Ferreira /  Drífa Harðardóttir: 15-3 / 15-1
- Nichola Beck /  Joanne Davies –  Alexis Barlow /  Anne Gibson: 15-7 / 15-4
- Nadezhda Chervyakova /  Ella Diehl –  Virginie Delvingt /  Sandrine Lefèvre: 15-11 / 15-6
- Mallory Gosset /  Natasha Groves-Burke –  Maja Pohar /  Mateja Slatnar: 6-15 / 15-11 / 15-5
- Eline Coene /  Erica van den Heuvel –  Andrea Dakó /  Adrienn Kocsis: 15-10 / 15-4
- Jillian Haldane /  Elinor Middlemiss –  Luminita Dan /  Adina Posteucă: 15-1 / 15-0
- Lisbet Stuer-Lauridsen /  Marlene Thomsen –  Karen Neumann /  Nicol Pitro: 15-3 / 15-3
- Tatiana Gerassimovitch /  Vlada Chernyavskaya –  Elaine Kiely /  Caroline O’Sullivan: 15-3 / 15-4
- Elena Rybkina /  Marina Yakusheva –  Victoria Wright /  Dobrinka Smilianova: 15-2 / 15-8
- Silvia Albrecht /  Santi Wibowo –  Kelly Morgan /  Rachael Phipps: 8-15 / 15-7 / 15-9
- Julie Bradbury /  Joanne Goode –  Sandra Dimbour /  Tatiana Vattier: 15-2 / 15-2
- Katrin Schmidt /  Kerstin Ubben –  Sissel Linderoth /  Camilla Wright: w.o.
- Helene Kirkegaard /  Rikke Olsen –  Viktoria Evtushenko /  Elena Nozdran: 15-4 / 15-5
- Maria Bengtsson /  Margit Borg –  Brenda Conijn /  Nicole van Hooren: 15-12 / 15-8
- Katrin Schmidt /  Kerstin Ubben –  Neli Boteva /  Diana Koleva: 15-6 / 15-9
- Nichola Beck /  Joanne Davies –  Nadezhda Chervyakova /  Ella Diehl: 15-11 / 18-14
- Eline Coene /  Erica van den Heuvel –  Mallory Gosset /  Natasha Groves-Burke: 15-3 / 15-3
- Lisbet Stuer-Lauridsen /  Marlene Thomsen –  Jillian Haldane /  Elinor Middlemiss: 15-10 / 15-10
- Tatiana Gerassimovitch /  Vlada Chernyavskaya –  Elena Rybkina /  Marina Yakusheva: 15-10 / 15-3
- Julie Bradbury /  Joanne Goode –  Silvia Albrecht /  Santi Wibowo: 15-1 / 15-6
- Helene Kirkegaard /  Rikke Olsen –  Maria Bengtsson /  Margit Borg: 15-10 / 15-5
- Katrin Schmidt /  Kerstin Ubben –  Nichola Beck /  Joanne Davies: 15-0 / 15-1
- Lisbet Stuer-Lauridsen /  Marlene Thomsen –  Eline Coene /  Erica van den Heuvel: 15-10 / 13-15 / 15-6
- Julie Bradbury /  Joanne Goode –  Tatiana Gerassimovitch /  Vlada Chernyavskaya: 15-6 / 15-4
- Helene Kirkegaard /  Rikke Olsen –  Katrin Schmidt /  Kerstin Ubben: 15-6 / 15-5
- Lisbet Stuer-Lauridsen /  Marlene Thomsen –  Julie Bradbury /  Joanne Goode: 15-12 / 10-15 / 15-4
- Lisbet Stuer-Lauridsen /  Marlene Thomsen –  Helene Kirkegaard /  Rikke Olsen: 6-15 / 15-12 / 15-10

## Mixed
- Manuel Dubrulle /  Virginie Delvingt –  Bruce Topping /  Sonya McGinn: 14-18 / 15-6 / 15-10
- Kai Mitteldorf /  Kerstin Ubben –  Mikael Segercrantz /  Anu Nieminen: 15-2 / 15-8
- Alastair Gatt /  Alexis Barlow –  Ivan Sotirov /  Dobrinka Smilianova: 15-5 / 15-1
- Pär-Gunnar Jönsson /  Astrid Crabo –  Vitaliy Shmakov /  Vlada Chernyavskaya: 15-7 / 15-7
- Vadim Itckov /  Elena Sukhareva –  Florin Posteucă /  Luminita Dan: 15-1 / 15-7
- Michał Łogosz /  Monika Bieńkowska –  Richárd Bánhidi /  Adrienn Kocsis: 15-3 / 15-5
- Kenny Middlemiss /  Elinor Middlemiss –  Pascal Bircher /  Yvonne Naef: 15-2 / 15-0
- Vladislav Druzchenko /  Viktoria Evtushenko –  Julian Robertson /  Lorraine Cole: 15-9 / 11-15 / 15-13
- Artur Khachaturjan /  Ella Diehl –  Donal O’Halloran /  Caroline O’Sullivan: 15-4 / 15-4
- Geraint Lewis /  Rachael Phipps –  Einar Veede /  Mare Pedanik: 15-13 / 15-3
- Andrej Pohar /  Maja Pohar –  Mert Aydoğmuş /  Gul Simsek: 15-1 / 15-1
- Thomas Stavngaard /  Ann Jørgensen –  Dmitry Miznikov /  Natalja Esipenko: 15-3 / 15-7
- Vincent Laigle /  Sandrine Lefèvre –  Damian Pławecki /  Joanna Szleszyńska: 18-14 / 5-15 / 15-13
- Sergey Melnikov /  Nadezhda Chervyakova –  Daniel Gaspar /  Jitka Lacinová: 15-1 / 15-12
- Peter Axelsson /  Catrine Bengtsson –  Russell Hogg /  Jillian Haldane: 15-6 / 15-6
- Tryggvi Nielsen /  Drífa Harðardóttir –  Theodoros Velkos /  Victoria Wright: 15-12 / 15-12
- Hugo Rodrigues /  Ana Ferreira –  Heiki Sorge /  Kelli Vilu: 15-7 / 15-5
- Svetoslav Stoyanov /  Diana Koleva –  Stephan Wapp /  Silvia Albrecht: 15-8 / 15-2
- Chris Hunt /  Joanne Muggeridge –  Aleš Babnik /  Mateja Slatnar: 15-2 / 15-7
- Stephan Kuhl /  Nicol Pitro –  Trond Wåland /  Camilla Wright: 15-4 / 15-4
- Dennis Lens /  Lonneke Janssen –  Craig Robertson /  Gillian Martin: 15-7 / 17-14
- Richard Vaughan /  Kelly Morgan –  Michael O’Meara /  Elaine Kiely: 18-15 / 15-6
- Valeriy Strelcov /  Elena Nozdran –  Árni Þór Hallgrímsson /  Vigdís Ásgeirsdóttir: w.o.
- Adrian Ionescu /  Cristina Savulescu –  Broddi Kristjánsson /  Elsa Nielsen: w.o.
- Simon Archer /  Julie Bradbury –  Manuel Dubrulle /  Virginie Delvingt: 15-3 / 15-6
- Kai Mitteldorf /  Kerstin Ubben –  Alastair Gatt /  Alexis Barlow: 15-8 / 4-15 / 15-1
- Pär-Gunnar Jönsson /  Astrid Crabo –  Christian Jakobsen /  Lotte Olsen: 15-8 / 15-11
- Valeriy Strelcov /  Elena Nozdran –  Vadim Itckov /  Elena Sukhareva: 15-2 / 15-7
- Ron Michels /  Erica van den Heuvel –  Michał Łogosz /  Monika Bieńkowska: 15-5 / 15-3
- Vladislav Druzchenko /  Viktoria Evtushenko –  Kenny Middlemiss /  Elinor Middlemiss: 15-5 / 15-7
- Jens Eriksen /  Helene Kirkegaard –  Artur Khachaturjan /  Ella Diehl: 18-16 / 15-9
- Andrej Pohar /  Maja Pohar –  Geraint Lewis /  Rachael Phipps: 15-9 / 9-15 / 18-13
- Thomas Stavngaard /  Ann Jørgensen –  Vincent Laigle /  Sandrine Lefèvre: 15-6 / 15-2
- Michael Keck /  Karen Neumann –  Sergey Melnikov /  Nadezhda Chervyakova: 15-6 / 15-9
- Peter Axelsson /  Catrine Bengtsson –  Tryggvi Nielsen /  Drífa Harðardóttir: 15-6 / 15-6
- Nathan Robertson /  Joanne Nicholas –  Hugo Rodrigues /  Ana Ferreira: 15-12 / 15-5
- Chris Hunt /  Joanne Muggeridge –  Svetoslav Stoyanov /  Diana Koleva: 15-5 / 17-15
- Nikolai Sujew /  Marina Yakusheva –  Stephan Kuhl /  Nicol Pitro: 15-10 / 18-14
- Dennis Lens /  Lonneke Janssen –  Adrian Ionescu /  Cristina Savulescu: 15-0 / 15-2
- Michael Søgaard /  Rikke Olsen –  Richard Vaughan /  Kelly Morgan: 15-5 / 15-8
- Simon Archer /  Julie Bradbury –  Kai Mitteldorf /  Kerstin Ubben: 15-7 / 15-6
- Pär-Gunnar Jönsson /  Astrid Crabo –  Valeriy Strelcov /  Elena Nozdran: 15-6 / 15-9
- Ron Michels /  Erica van den Heuvel –  Vladislav Druzchenko /  Viktoria Evtushenko: 15-8 / 15-10
- Jens Eriksen /  Helene Kirkegaard –  Andrej Pohar /  Maja Pohar: 15-6 / 15-6
- Michael Keck /  Karen Neumann –  Thomas Stavngaard /  Ann Jørgensen: 15-13 / 15-10
- Peter Axelsson /  Catrine Bengtsson –  Nathan Robertson /  Joanne Nicholas: 15-9 / 15-12
- Nikolai Sujew /  Marina Yakusheva –  Chris Hunt /  Joanne Muggeridge: 12-15 / 15-12 / 15-8
- Michael Søgaard /  Rikke Olsen –  Dennis Lens /  Lonneke Janssen: 15-10 / 15-1
- Simon Archer /  Julie Bradbury –  Pär-Gunnar Jönsson /  Astrid Crabo: 17-18 / 15-7 / 15-9
- Ron Michels /  Erica van den Heuvel –  Jens Eriksen /  Helene Kirkegaard: 17-16 / 10-15 / 17-16
- Michael Keck /  Karen Neumann –  Peter Axelsson /  Catrine Bengtsson: 15-9 / 15-2
- Michael Søgaard /  Rikke Olsen –  Nikolai Sujew /  Marina Yakusheva: 8-15 / 15-6 / 15-7
- Simon Archer /  Julie Bradbury –  Ron Michels /  Erica van den Heuvel: 15-11 / 15-12
- Michael Søgaard /  Rikke Olsen –  Michael Keck /  Karen Neumann: 15-9 / 15-10
- Michael Søgaard /  Rikke Olsen –  Simon Archer /  Julie Bradbury: 18-16 / 15-2

## Mannschaften

### Endstand
- 1.  Dänemark
- 2.  Schweden
- 3.  England
- 4.  Russland
- 5.  Niederlande
- 6.  Deutschland
- 7.  Schottland
- 8.  Polen
- 9.  Ukraine
- 10.  Wales
- 11.  Bulgarien
- 12.  Irland
- 13.  Finnland
- 14.  Island
- 15.  Norwegen
- 16.  Österreich

## Medaillenspiegel
| Pos | Land        | Gold | Silber | Bronze | Total |
| --- | ----------- | ---- | ------ | ------ | ----- |
| 1   | Dänemark    | 6    | 3      | 1      | 10    |
| 2   | England     | 0    | 1      | 3      | 4     |
| 2   | Schweden    | 0    | 1      | 3      | 4     |
| 4   | Russland    | 0    | 1      | 0      | 1     |
| 5   | Deutschland | 0    | 0      | 2      | 2     |
| 5   | Niederlande | 0    | 0      | 2      | 2     |